# Sociedade Portuguesa de Navios Tanques
Die Sociedade Portuguesa de Navios Tanques (Soponata) war eine 1947 gegründete portugiesische Tankschiff-Reederei und stieg mit ihrem Monopol zu einem „Unternehmen von nationalem Interesse“ auf. Sie betrieb 40 Schiffe und wurde 2004 verkauft.

## Geschichte

### Vorgeschichte und Gründung
Zu Beginn des Zweiten Weltkrieges verfügte Portugal über keinen Tanker, um das Land mit Benzin und anderen Derivaten zu versorgen. Das Land war abhängig von Charterverträgen, die vom 1940 gegründeten Instituto Portugues de Combustíveis (Portugiesisches Kraftstoffinstitut, IPC) zu hohen Preisen mit Reedereien neutraler Länder abgeschlossen werden mussten. Erste Abhilfe schaffte der von der portugiesischen Marine beauftragte Neubau des Marinetankers Sam Brás. Er wurde 1942 in Dienst gestellt und blieb während des Krieges der einzige Tanker unter portugiesischer Flagge.
Nach dem Krieg entschloss sich die portugiesische Regierung, die Abhängigkeit bei der Beförderung von Importen abzubauen. Ziel war es, 60 Prozent der Importe durch portugiesische Schiffe sicherstellen zu können. Im Rahmen des Erneuerungsprogrammes für die portugiesische Handelsmarine, des Dekrets Despacho 100 vom 10. August 1945, waren auch vier Tankschiffe vorgesehen. Zwei Tanker sollte die Companhia Nacional de Navegação (CNN) und jeweils einen Tanker die Companhia Colonial de Navegação (CCN) sowie die Sociedade Geral de Comércio, Indústria e Transportes (SG) erhalten.
Bereits am 24. November 1945 wurden die Planungen durch das Despacho 150, das Dekret 150, revidiert. Die staatliche Vorgabe sah nun die Bündelung der Tankerkapazitäten in einer einzigen Reederei mit exklusiven Rechten vor, die am 13. Juni 1947 als Soponata – Sociedade Portuguesa de Navios Tanques gegründet wurde. Als Gesellschafter hielten die drei großen Reedereien Companhia Nacional de Navegação, Companhia Colonial de Navegação sowie die Sociedade Geral die eine Hälfte der Anteile und die wichtigsten Öl-Import- und Vertriebsunternehmen Shell Portugal, Socony-Vacuum Oil, Atlantic – Companhia Portuguesa dos Petróleos, Sonap und Sacor die andere Hälfte der Anteile. Zusammen statteten sie die Reederei mit 90 Millionen Escudos aus, Sitz der Reederei und Heimathafen der Schiffe wurde Lissabon, Vorsitzender der Admiral Manuel Ortins de Bettencourt.

### Flotten- und Linienentwicklung
Als Erstausstattung übernahm die Reederei vom Portugiesischen Kraftstoffinstitut die drei ehemals schwedischen und zunächst gecharterten (und von CCN sowie CNN betriebenen), dann angekauften Tanker Aire, Gerez und Marão. Mit den drei Schiffen übernahm die Soponata die nach dem Krieg von CCN und CNN begonnene Tradition, Tanker nach Bergen zu benennen.
Die erste Fahrt unter dem Reedereizeichen der Soponata begann am 13. August 1947, als die Gerez von Lissabon mit Ziel Curaçao auslief. Die Karibikinseln Aruba und Curaçao auf den Niederländischen Antillen bildeten die ersten Ziele, da sich dort für Portugal wichtige Erdölraffinerien befanden. Zunehmend übernahmen die Schiffe Kraftstofftransporte auch aus anderen Ländern: Via Mittelmeer und Sueskanal fuhren sie in den Persischen Golf nach Bahrain sowie an die Ostküste und über den Panamakanal an die Westküste der Vereinigten Staaten.
In den 1950er Jahren modernisierte und erweiterte die Reederei ihre Flotte konsequent: 1951 kam mit der gebraucht gekauften Claudia der einzige Küstentanker in Fahrt, doch die Soponata bestellte meistens Neubauten. War zunächst die belgische Werft Cockerill Hauptauftragnehmer, profitierte bald auch die heimische Werftindustrie von den Aufträgen – zunächst das Arsenal do Alfeite, später auch die Werften Setenave und Lisnave. Etwa die Hälfte ihrer Tanker ließ sie auf heimischen Werften bauen und wurde dadurch zu einem Förderer und Impulsgeber der portugiesischen Werftindustrie. Ende der 1950er Jahre verfügte die Reederei über acht moderne Schiffe, die Tonnage überschritt erstmals die Marke von 100.000 Tonnen Tragfähigkeit. Die frühen Tankerbauten (Sameiro, São Mamede, Marão) litten jedoch unter erheblichen Qualitätsproblemen, mussten zu hohen Kosten repariert und dennoch vorzeitig ausgemustert werden. Das Unternehmen ging daher als erste europäische Reederei dazu über, Tanker in Japan zu ordern – die erste Auslieferung erfolgte von der Kawasaki-Werft in Kōbe 1960 mit der Hermínios.
Die Erträge aus ihrem Monopol reinvestierte das Unternehmen in den Bau des Lissaboner Ölterminals Cabo Ruivo ab 1956. Die Eröffnung erfolgte 1960 und die Reederei betrieb das Terminal bis 1997.
Als sich in der zweiten Hälfte der 1960er Jahre die beginnende Schifffahrtskrise abzeichnete – gekennzeichnet durch die Ablösung der Passagierschiffe durch den Flugverkehr, die Containerisierung, damit einhergehend Überkapazitäten und in der portugiesischen Schifffahrt die starke Ausrichtung auf die Kolonien – blieb von den großen portugiesischen Reedereien einzig Soponata international wettbewerbsfähig. Von der Schließung des Suezkanals war auch die Soponata betroffen, die nun dem allgemeinen Trend nach noch größeren Tankern – den Very Large Crude Carrier (VLCC) – für die Umrundung des Kaps der Guten Hoffnung für wirtschaftlich hielt.
Gleichzeitig erklärte der portugiesische Marineminister die Reederei am 6. Oktober 1969 zu einem „Schifffahrtsunternehmen von nationalem Interesse“. Bis dahin hatten lediglich die fünf großen Reedereien des Landes (SG, CCN, CNN, Empresa Insulana de Navegação und Companhia de Navegação Carregadores Açorianos) diesen Status erhalten. Zum 25-jährigen Jubiläum des Unternehmens im Jahr 1972 verfügte die Reederei über neun Tanker mit 338.000 Tonnen Tragfähigkeit.

### Nelkenrevolution 1974
Infolge der Nelkenrevolution vom 25. April 1974 wurde die Soponata wie große Teile der portugiesischen Wirtschaft verstaatlicht. Trotz geänderter politischer Vorzeichen behielt die Reederei die grundlegende nationale Verantwortung für den Seetransport von Rohöl, seinen Derivaten oder Rückständen und anderen flüssigen Brennstoffen. Gravierender war die Ölkrise von 1973, in deren Folge aufgrund zurückgegangener Nachfrage ständig drei der großen Tanker aufgelegt werden mussten. Gleichzeitig begann die Flotte langsam zu überaltern. Nach dem Beitritt Portugals zur europäischen Gemeinschaft im Januar 1986 passte die Geschäftsführung die Rechtsform der Reederei an und wandelte sie in eine Aktiengesellschaft um. Anschließend begann die Reederei, ihre Aktivitäten durch Kooperationen und Beteiligungen zu diversifizieren: 1988 ging sie Kooperationen mit den norwegischen Reedereien Wilh. Wilhelmsen, Platou und Barber ein. 1989 folgte eine 40-Prozent-Beteiligung an der neugegründeten portugiesischen Werft Solisnor, 1990 die Gründung des Tochterunternehmens Soponata (Madeira) – Serviços e Navegação auf Madeira. Im darauffolgenden Jahr unterzog sich die Reederei einer Reorganisation, um mit einer verbesserten Wirtschaftlichkeit mehr internationale Märkte zu bedienen. Dazu wurden Schiffe an Tochtergesellschaften übergeben und ausgeflaggt sowie Personal reduziert und 1992 die Solisnor-Anteile wieder veräußert. Als Ergebnis verfügte die Reederei über 14 Tochterunternehmen im Ausland, die die Flotte im liberianischen Schifffahrtsregister und dem portugiesischen Zweitregister in Madeira eintragen ließen.

### Privatisierung 1993 und Verkauf 2004
Im Jahr 1993 privatisierte die portugiesische Regierung die Reederei und verkaufte sie an die Grupo José de Mello. Die Familie de Mello hatte bereits früher über die von ihr mitgetragenen Reedereien Companhia Nacional de Navegação und Sociedade Geral eine Beteiligung an Soponata gehalten. Unter der Grupo José de Mello wurde der bereits zuvor eingeschlagene Weg zur Stärkung der internationalen Wettbewerbsfähigkeit durch Tochterfirmen, Ausflaggungen, Kooperationen und Personalreduzierung fortgeführt. Dies schloss neue Joint Ventures mit der norwegischen Smedvig, der monegassischen Arminter, der norwegischen Bona und der spanischen Remolcanosa mit ein. 1996 erwarb die Reederei mit dem Ankauf der Songo erstmals ein Containerschiff. Sie begann mit dem Schiff einen neu eingerichteten Küstendienst in Mosambik. Dazu wurde die Songo bei der neuen Tochterfirma Navemo – Navegação de Moçambique registriert. Gleichzeitig wurden Investitionen in neue Unternehmen vorgenommen, die größere Gewinnaussichten boten.
Das Unternehmen hatte das ursprüngliche Geschäftsziel, Portugal über heimische Schiffe mit Kraftstoff zu versorgen, verlassen und suchte den internationalen Markt. Im Ergebnis verfügte die Reederei über eine Auslastung von nahezu 100 Prozent, expandierte weiter in neue Märkte und war international konkurrenzfähig – im Gegensatz zu den anderen portugiesischen Reedereien, die zurückblieben und auf die Nischen mit Transporten an der Küste und den autonomen Regionen beschränkt waren.
Am 26. März 2004 wurde Soponata für 340 Millionen Euro an das US-Unternehmen General Maritime verkauft. Die Amerikaner übernahmen die fünf Tanker der Reederei, dazu kamen vier Schiffbauverträge und das technische Management von Soponata. Die Grupo de Mello begründete den Verkauf damit, dass in der Tankschiff-Reederei kein weiterer Mehrwert zu erzielen sei, und beabsichtigte, die Gewinne aus dem Verkauf in zukunftsträchtige Geschäftsfelder zu investieren.

## Schiffe der Reederei
Die Liste enthält die Seeschiffe der Reederei. Zusätzlich sind die Schlepper der Reederei berücksichtigt.
| Name               | Baujahr | Werft                                                      | Vermessung | Dienstzeit  | Anmerkungen, Verbleib |
| ------------------ | ------- | ---------------------------------------------------------- | ---------- | ----------- | --- |
| Aire               | 1940    | Öresundsvarvet, Landskrona                                 | 3856 BRT   | 1947–1952   | ex schwed. Glomdal, im Zweiten Weltkrieg aufgelegt, 1945 Verkauf an Instituto Portugues de Combustíveis (Port. Inst. f. Kraftstoffe): Aire, 1947 an Soponata, 1952 span. Ciudad Rodrigo, 1956 panam. Acuario Diez, 1987 abgewrackt;                                                                       |
| Gerez              | 1931    | Caledon Shipbuilding & Engineering Company, Dundee         | 8246 BRT   | 1947–1950   | ex schwed. Kalmia, 1945 Verkauf an Instituto Portugues de Combustíveis: Gerez, 1947 Soponata übergeben, 1950 Verkauf nach Panama, 1953 span. Arapiles, 1971 abgewrackt; |
| Marão              | 1943    | Kockums, Malmö                                             | 8604 BRT   | 1947–1961   | ex schwed. Glimmingehus, 1946 an Instituto Portugues de Combustíveis: Marão, 1947 Soponata übergeben, 1961 griech. Henrietta, 1965 abgewrackt; |
| Sameiro            | 1946    | Arsenal do Alfeite, Alfeite                                | 7369 BRT   | 1948–1960   | Noch für Companhia Colonial de Navegação (CNN) auf Kiel gelegt, nach Fertigstellung an Soponata, 1960 abgewrackt; |
| Alvelos            | 1950    | Cockerill, Hoboken (Antwerpen)                             | 11088 BRT  | 1950–1970   | Erster Neubau für Soponata, 1970 verkauft an Lisnave und als Tanklager Praia Limpa auf dem Tejo genutzt; 1981 abgewrackt; |
| Cláudia            | 1944    | Rodenbach Shipbuilding, Rochester (New York)               | 638 BRT    | 1951–1961   | als Y 80 für US Navy gebauter Küstentanker, 1946 hondur. Claudia, 1951 Ankauf, einziger Tanker im Küstenverkehr von Soponata, 1961 an Sacor Marítima verkauft, 1972 zum Sandbagger umgebaut, 2010 noch im Einsatz;                                                                                        |
| São Mamede         | 1951    | Arsenal do Alfeite, Alfeite                                | 7453 BRT   | 1951–1971   | Schwesterschiff der Sameiro, noch für CCN auf Kiel gelegt, 1971 an Sonap Maritima in Lourenço Marques, 1974 abgewrackt; |
| Bornes             | 1951    | Cockerill, Hoboken                                         | 11054 BRT  | 1951–1964   | Neubau, Schwesterschiff der Alvelos, Cercal, Dondo und Erati, 1964 an Sociedade Geral und Umbau zum Massengutfrachter Monchique, 1973 abgewrackt; |
| Cercal             | 1951    | Cockerill, Hoboken                                         | 11079 BRT  | 1952–1976   | Neubau, Schwesterschiff der Alvelos, Bornes, Dondo und Erati, 1974 aufgelegt, 1976 abgewrackt; |
| Dondo              | 1954    | Cockerill, Hoboken                                         | 10918 BRT  | 1955–1979   | Neubau, Schwesterschiff der Alvelos, Bornes, Cercal und Erati, 1977 aufgelegt, 1979 abgewrackt; |
| Erati              | 1956    | Arsenal do Alfeite, Alfeite                                | 11253 BRT  | 1958–1979   | Neubau, Schwesterschiff der Alvelos, Bornes, Cercal und Dondo, 1979 panam. Gogo Racer, 1983 abgewrackt; |
| Fogo               | 1958    | Cockerill, Hoboken                                         | 17557 BRT  | 1958–1979   | Neubau, 1979 abgewrackt; |
| Hermínios          | 1960    | Kawasaki-Werft, Kōbe                                       | 24858 BRT  | 1960–1984   | Neubau, Schwesterschiff der Inago, 1984 abgewrackt; |
| Gerês (2)          | 1962    | Arsenal do Alfeite, Alfeite                                | 16932 BRT  | 1962–1980   | Neubau, 1980 griech. Asphalt-/Bitumen-Tanker Asphalt Trader, 1995 abgewrackt; |
| Inago              | 1963    | Kawasaki-Werft, Kōbe                                       | 25516 BRT  | 1963–1983   | Neubau, Schwesterschiff der Herminios, 1983 abgewrackt; |
| Jeci               | 1966    | Kawasaki-Werft, Kōbe                                       | 33467 BRT  | 1966–1985   | Neubau, 1985 abgewrackt; |
| Larouco            | 1969    | AG Weser, Bremen / Lisnave, Lissabon                       | 46690 BRT  | 1969–1988   | Neubau, Rumpf bei AG Weser gebaut, bei Lisnave verlängert und Endausbau, 1988 griech. King Alexander, 1993 abgewrackt; |
| Ortins Bettencourt | 1973    | Kawasaki-Werft, Kōbe                                       | 71831 BRT  | 1973–1993   | Neubau, 1993 abgewrackt; |
| Marão              | 1973    | Lisnave, Lissabon / Eriksbergs Mekaniska Verksta, Göteborg | 69297 BRT  | 1973–1992   | Neubau Kasko bei Lisnave, Endausbau bei Eriksbergs, Schwesterschiff der Montemuro und Marofa, 1992 abgewrackt; |
| Montemuro          | 1973    | Lisnave, Lissabon / Eriksbergs Mekaniska Verksta, Göteborg | 68934 BRT  | 1973–1992   | Neubau Kasko bei Lisnave, Endausbau bei Eriksbergs, Schwesterschiff der Marão und Marofa, 1992 abgewrackt; |
| Marofa             | 1974    | Lisnave, Lissabon / Eriksbergs Mekaniska Verksta, Göteborg | 68933 BRT  | 1974–1994   | Neubau Kasko bei Lisnave, Endausbau bei Eriksbergs, Schwesterschiff der Marão und Montemuro, 1994 abgewrackt; |
| Neiva              | 1976    | Eriksbergs Mekaniska Verksta, Göteborg                     | 163155 BRT | 1976–1984   | Neubau Kasko bei Setenave, Endausbau bei Eriksbergs, Schwesterschiff der Nogueira und Nisa, 1984 an britische Eigner als B.T. Investor unter Flagge der Bahamas, 1989 saud. Abu Rasha, 1990 Abt Rasha, 1992 griech. Skyros, 2002 abgewrackt;                                                              |
| Sameiro (2)        | 1976    | Cantieri dell’Alto Adriatico, Triest                       | 6784 BRT   | 1977–1994   | Schwesterschiff der S. Mamede (2), 1976 als ital. Alfa Zoria, 1977 Ankauf Soponata für portug. Küstenverkehr, 1993 aufgelegt, 1994 malt. Tankeiro, 2000 Napht-Al-Yemen 3, ab 2003 unter nordkor. Flagge; Verbleib unklar;                                                                                 |
| S. Mamede (2)      | 1978    | Cantieri dell’Alto Adriatico, Triest                       | 6545 BRT   | 1978–1995   | Schwesterschiff der Sameiro (2), 1977 Übernahme Bauauftrag durch Soponata für portug. Küstenverkehr, 1995 malt. Kipper, 2003 panam. Lorraine, 2009 abgewrackt; |
| Portel             | 1978    | H. Parry & Son, Lissabon                                   | 256 BRT    | 1978–1985   | Hafenschlepper, Schwesterschiff der Peneda (Unterauftrag der Estaleiros São Jacinto), Einsatz am Ölterminal im Porto de Leixões und an Soc. Cooperativa do Porto de Lisboa verchartert, 1985 verkauft an Rebosado in Setúbal, dort bis mind. 2019 in Fahrt;                                               |
| Peneda             | 1978    | Estaleiros São Jacinto, Aveiro                             | 256 BRT    | 1978–1985   | Hafenschlepper, Schwesterschiff der Portel, Einsatz am Ölterminal im Porto de Leixões, an Navegação Fluvial e Costeira de júlio da Cruz e Rui da Cruz in Lissabon, 1985 verkauft an Rebosado in Setúbal, bis mind. 2014 in Fahrt;                                                                         |
| Nogueira           | 1978    | Setenave, Setúbal                                          | 163114 BRT | 1979–1986   | Größter Neubau der portug. Werftindustrie, Schwesterschiff der Neiva und Nisa, 1986 an britische Eigner als B.T. Banker, 1990 norweg. Berge Banker, 2003 saud. Folk Sun, 2004 umgebaut zu Floating Production Storage and Offloading Unit, die als Fernan Vaz in Gabun eingesetzt wurde, 2005 abgewrackt; |
| Alvelos (2)        | 1975    | Kanda Zosensho, Kawajiri                                   | 16256 BRT  | 1980–1997–? | 1975 jap. Ryuho Maru, 1979 panam. Jannu, 1980 liberian. Und von Soponata gechartert Alvelos, 1984 Ankauf, Verbleib nach 1997 unklar; |
| Nisa               | 1979    | Setenave, Setúbal                                          | 163155 BRT | 1983–1989   | Bauauftrag von Thyssen 1977 übernommen, Schwesterschiff der Neiva und Nisa, 1989 norweg. Berge Nisa, 2003 saud. Folk Sea, 2005 BW Nisa, 2012 FSO-Hulk, 2012 Petrobas 63; |
| Aire (2)           | 1976    | Onomiche Zosen, Onomichi                                   | 16014 BRT  | 1987–1996   | 1975 jap. Ryuki Maru, 1976 jap. Lilac, 1981 liberian. Winged Dolphin, 1985 brit. Promara, 1986 Petrobulk Rider, 1987 Ankauf Soponata, 1996 malt. Panarea, 2009 in Fahrt; |
| Cercal (2)         | 1980    | Shin Kurushima Dockyard, Onishi                            | 53974 BRT  | 1988–1996   | 1980 jap. Victoire, 1988 pan. Pearl Pacific, 1988 Ankauf Soponata, 1996 pan. Tosca von Soponata gechartert, 2000 Gerani, Verbleib unklar; |
| Bornes (2)         | 1989    | Setenave, Setúbal                                          | 52533 BRT  | 1990–2004   | Neubau für Soponata, mehrere Transfers zu Tochtergesellschaften unter versch. Flaggen, 2004 malt. Aegean Tiger, 2005 lib. Registrierung, 2008 chin. Bin Dong Shan 35, 2012 abgewrackt; |
| Erati (2)          | 1992    | Solisnor/Setenave, Setúbal                                 | 84488 BRT  | 1992–2004   | Neubau für Soponata, 2004 lib. Genmar Honour, 2006 lib. Kingsway, 2013 abgewrackt; |
| Inago (2)          | 1993    | Solisnor/Setenave, Setúbal                                 | 84448 BRT  | 1993–2004   | Neubau für Soponata, 2004 lib. Genmar Conquerer, 2006 singap. Queensway, 2008 Lagerhulk, 2013 aufgelegt, Verbleib unklar; |
| Songo              | 1985    | Büsumer Werft, Büsum                                       | 2726 BRZ   | 1996–2004   | einziges Mehrzweck-Frachtschiff der Reederei, Typ Büsum 85, 1985 dt. Herm Schepers, 1995 dt. Herm, 1996 Ankauf Sonata und Tochterfirma Navemo im Küstendienst von Mosambik, 2010 lib. Maria Queen, 2020 in Fahrt;                                                                                         |
| Dondo (2)          | 1980    | Sasebo Heavy Industries, Sasebo                            | 49071 BRT  | 1998–2001   | lib. Happy Sprite, 1989 nor. Vestri, 1996 umbenannt in Bona Rainbow, 1998 Ankauf Soponata, 2001 malt. United Reliance, 2003 abgewrackt; |
| Jeci (2)           | ?       | ?                                                          |            | 1999–2003   | Transport von raffinierten Produkten nach Mosambik, 2003 verkauft, weiteres unklar; |
| Gerês (3)          | 1989    | Daewoo, Okpo                                               | 79552 BRZ  | 1999–2004   | komor. Knock Sheen, 1999 Ankauf Soponata, 2004 griech. Jag Lakshya, 2011 abgewrackt; |
| Sintra             | 1994    | Samsung Heavy Industries, Geoje                            | 53773 BRZ  | 2000–2004   | jap. Yuhsei Maru, 1999 griech. Astro Perseus, 2000 Ankauf Soponata, 2004 lib. Genmar Revenge, 2011 lib Eurosea, 2013 thail. Southern Pearl, 2020 abgewrackt; |
| Peneda (2)         | 2002    | Sumitomo Heavy Industries, Oppama                          | 56225 BRZ  | 2002–2004   | Neubau für Soponata, 2004 lib. Genmar Defiance, 2015 lib. Gener8 Defiance, 2018 indon. Defiance; |
| Portel (2)         | 2003    | Sumitomo Heavy Industries, Oppama                          | 56225 BRZ  | 2003–2004   | Neubau für Soponata, 2004 lib. Genmar Strenght, 2015 lib. Gener8 Pericles, 2017 lib. Pericles, 2021 gabun. Jacob, 2021 panam. Amenity; |